# Pipan
Pipan je priimek več znanih Slovencev:
- Alenka Pipan, teniška igralka
- Aleš Pipan (*1959), košarkarski trener
- Anita Pipan, diplomatka
- Barbara Pipan (*198#?), agronomka, biotehnologinja
- Boris Pipan (1913—1968), gradbenik, strokovnjak za gradnjo mostov in hidroelektrarn
- Danilo Pipan (1912—?), član organizacije TIGR in NOB
- Dominika Švarc Pipan (*1978), medn. pravnica, politologinja in političarka
- Gregor Pipan, visokotehnološki podjetnik
- Janez Pipan (*1956), gledališki režiser
- Judita Pipan (1905—1984), redovnica, šolska sestra
- Leo Pipan, inž. (mdr. izgradnja žičnice na Pohorje)
- Leontina Skrbinšek (r. Pipan; umetniško ime Tina Leonova) (1917—2011), gledališka igralka
- Ljubo Pipan (*1939), računalnikar, univ. profesor
- Meta &Urška Pipan, založnici /ur. (založba Viharnik)
- Mirko Pipan, partizan in član britanske RAF
- Nada Pipan (-Nemec) (1928—2020), biologinja celice (citologinja), univ. profesorica (MF)
- Primož Pipan (*1977), geograf
- Rudolf Pipan (1895—1975), gozdarski strokovnjak
- Sergio Pipan, zgodovinski publicist
- Špela Pipan, teniška igralka
- Špela Pipan, kuratorka in producentka
- Tanja Pipan (*1970), biologinja, krasoslovka
- Tomaž Pipan (*1978), krajinski arhitekt, igralec?
- Vlado Pipan, profesor
- Zmagoslav Pipan (1908—?), elektrotehnik
- Zora Pipan (1908—?), specialna pedagoginja